# 루이 1세 (베르됭)
루이 1세(Louis I, 975년경? - 1025년 9월 28일)는 프랑스의 귀족으로, 카롤링거 왕조의 분가인 헤르베르투스 왕조 출신 치니 백작이자 와라크의 영주였다. 1024년부터는 베르덩 백작이었다.

## 생애
987년 그의 아버지 오토 1세 사후 치니 백작령과 와라크를 물려받았다. 그러나 그의 통치에 관한 기록은 거의 알려져 있지 않다.
1024년 그의 사돈이던 베르덩 백작 헤르만이 수도원으로 은퇴하자, 주교 레임베르트에 의해 베르덩 백작직을 받았다. 그러나 g헤르만의 조카이자 고텔로의 아들인 수염공 고드프리(Godfrey the Bearded)는 베르덩 백작직을 탐냈고, 루이는 이듬해 9월 29일 헤르만의 동생인 고텔로는 치니를 침략, 고텔로에 의해 살해되었다. 그는 출신지가 알려지지 않은 아델라이드와 결혼하였다. 치니 백작령과 와라크의 영주 직위는 아들 루이 2세에게 계승되었다.
그밖의 눈의 카타리나(Catherine van Loon)와의 사이에서는 자녀가 없다.

## 가족 관계
- 증조부 : 헤르베르투스 2세
- 할아버지 : 아달베르트 1세, 베르망두아 백작
- 할머니 : 로타링기아의 게르베르가(930년경 - 978년), 로타링기아 공작 기셀베르트[1]와 작센의 게르베르가[2]의 딸
- 아버지 : 오토 1세, 치니 백작이자 와라크의 영주
- 아내 : 아델라이드
  - 아들 : 루이 2세, 치니 백작
  - 딸 : 리우트가르트(Liutgarde, 1002 - ?)
  - 사위 : 산시의 리샤르(Richer de Sancy, 1084년 이전 사망)
    - 외손자 : 위그(Hughes, 1109년 이후 사망)
    - 외손자 : 루이(Louis, 1084년 이후 사망)
    - 외손자 : 로데리크(Roderic, 1109년 이후 사망)
    - 외손자 : 리시윈(Richwin, 1084년 암살됨)
- 아내 : 눈의 카타리나(Catherine van Loon) 혹은 루즈(Looz)

## 참고 자료
- Arlette Laret-Kayser, Entre Bar et Luxembourg : Le Comté de Chiny des Origines à 1300. Bruxelles (Collection Histoire), 1986.
- Christian Settipani, La Préhistoire des Capétiens (Nouvelle histoire généalogique de l'auguste maison de France, vol. 1), Villeneuve d'Ascq, éd. Patrick van Kerrebrouck, 1993, 545 p. (ISBN 978-2-95015-093-6)